# Wonderland
Wonderland — перший студійний альбом англійської групи Erasure, який був випущений 1 травня 1986 року.

## Композиції
1. Who Needs Love Like That - 3:16
2. Reunion - 3:21
3. Cry So Easy - 3:34
4. Senseless - 3:24
5. Heavenly Action - 3:26
6. Say What - 3:54
7. Love is a Loser - 3:01
8. March on Down the Line - 3:42
9. My Heart... So Blue - 4:27
10. Oh L'amour - 3:24
11. Who Needs Love Like That - 6:08
12. Oh L'amour - 7:12

## Учасники запису
- Вінс Кларк - вокал
- Енді Бел - синтезатор, басс